# Pero nyctopa
Pero nyctopa är en fjärilsart som beskrevs av Louis Beethoven Prout 1934. Pero nyctopa ingår i släktet Pero och familjen mätare. Inga underarter finns listade i Catalogue of Life.